# Miguel Ángel Martínez (calciatore)
Miguel Ángel Martínez (Buenos Aires, 19 gennaio 1984) è un ex calciatore argentino, di ruolo difensore.

## Carriera
Cresciuto nel settore giovanile del Racing Club, nel 2006 è passato al Belgrano con cui ha disputato le sue prime stagioni da professionista. In seguito si è trasferito in Messico dove ha trascorso quasi interamente la sua carriera con le maglie di León, Atlante, Jaguares e Querétaro collezionando oltre 280 presenze. Nel luglio 2018 ha fatto ritorno al Belgrano dove ha disputato 5 partite nella massima divisione argentina per poi appendere gli scarpini al chiodo al termine della stagione.